# Dorcadion oetalicum
Dorcadion oetalicum là một loài bọ cánh cứng trong họ Cerambycidae.